# Diocesi di Partenia
La diocesi di Partenia (in latino Dioecesis Partheniensis) è una sede soppressa e sede titolare della Chiesa cattolica.

## Storia
Partenia, nell'odierna Algeria, è un'antica sede episcopale della provincia romana della Mauritania Sitifense.
Unico vescovo conosciuto di questa diocesi africana è Rogato, il cui nome appare al 32º posto nella lista dei vescovi della Mauritania Sitifense convocati a Cartagine dal re vandalo Unerico nel 484; Rogato, come tutti gli altri vescovi cattolici africani, fu condannato all'esilio.
Dal 1933 Partenia è annoverata tra le sedi vescovili titolari della Chiesa cattolica; dal 26 maggio 2023 il vescovo titolare è Joaquim Proença Dionísio, vescovo ausiliare di Porto.

## Cronotassi

### Vescovi residenti
- Rogato † (menzionato nel 484)

### Vescovi titolari
- Giovanni Fallani † (4 giugno 1964 - 23 luglio 1985 deceduto)
- José Luis Lacunza Maestrojuán, O.A.R. (30 dicembre 1985 - 29 ottobre 1994 nominato vescovo di Chitré)
- Jacques Gaillot † (13 gennaio 1995 - 12 aprile 2023 deceduto)
- Joaquim Proença Dionísio, dal 26 maggio 2023